# Michel Bouillon

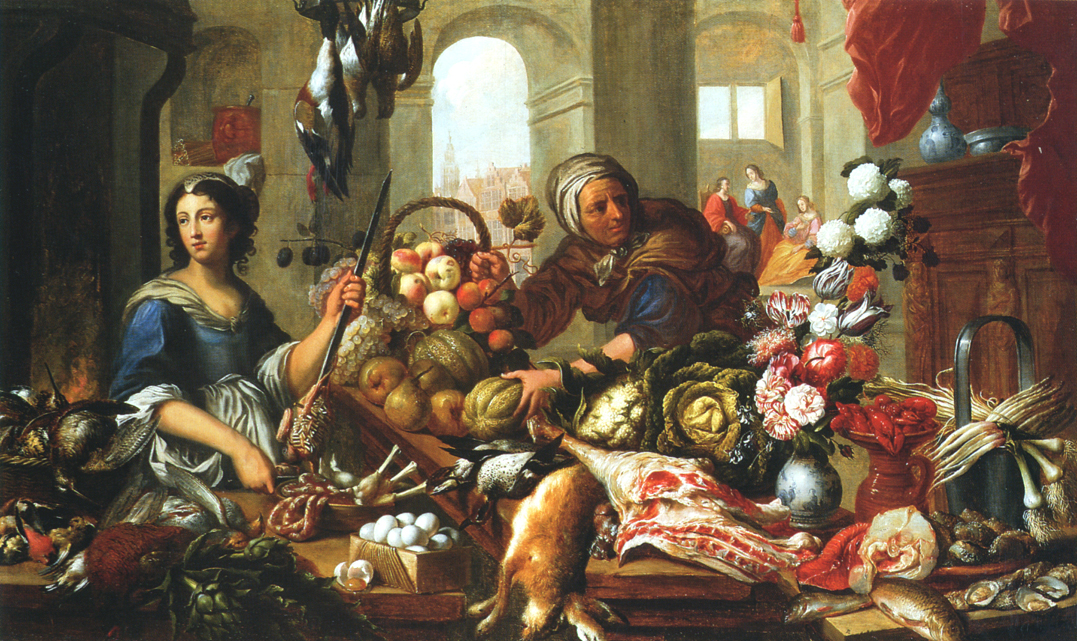
Bouillon: Intérieur de cuisine avec Jésus chez Marthe et Marie

Michel Bouillon (Ere, omstreeks 1616 - gestorven in of na 1674) was een Frans-Zuid-Nederlands kunstschilder. Hij schilderde vooral stillevens.

## Levensloop
Bouillon, die waarschijnlijk geboren werd in Ere nabij Doornik, werd voor het eerst vermeld in 1638 toen hij opgenomen werd als vrijmeester in de Sint-Lucasgilde van Doornik. Later was hij eveneens werkzaam in Frankrijk. Sommige kunstcritici vermoeden dat er een familieverband bestaat met Jean Bouillon, de leermeester van Philippe de Champaigne. De laatste vermelding van Bouillon was in 1670 toen hij betrokken was bij de decoratieve werkzaamheden naar aanleiding van de Blijde Intrede van koning Lodewijk XIV in Doornik.

## Werken
Bouillon werd geïnspireerd door de werken van onder meer Frans Snyders en Pieter Aertsen. Zijn werken zijn te bezichtigen in musea in zijn geboortestreek en in het noorden van Frankrijk. 
- Fleurs encadrant un paysage avec la fuite en Égypte, in het Museum voor Schone Kunsten van Doornik.
- Guirlande de fleurs autour d'un Christ à la colonne, in het Musée de la Chartreuse in Douai.
- Fruits (1653), in het stadsmuseum in de Abdij van Sint-Vaast te Arras.